# Ligeophila rosea
Ligeophila rosea är en orkidéart som först beskrevs av John Lindley, och fick sitt nu gällande namn av Leslie Andrew Garay. Ligeophila rosea ingår i släktet Ligeophila och familjen orkidéer. Inga underarter finns listade i Catalogue of Life.